# لنبران
لنبران (به لاتین: Lənbəran) یک منطقهٔ مسکونی در جمهوری آذربایجان است که در شهرستان بردع واقع شده‌است. لنبران ۴٬۶۶۶ نفر جمعیت دارد.

## تاریخ

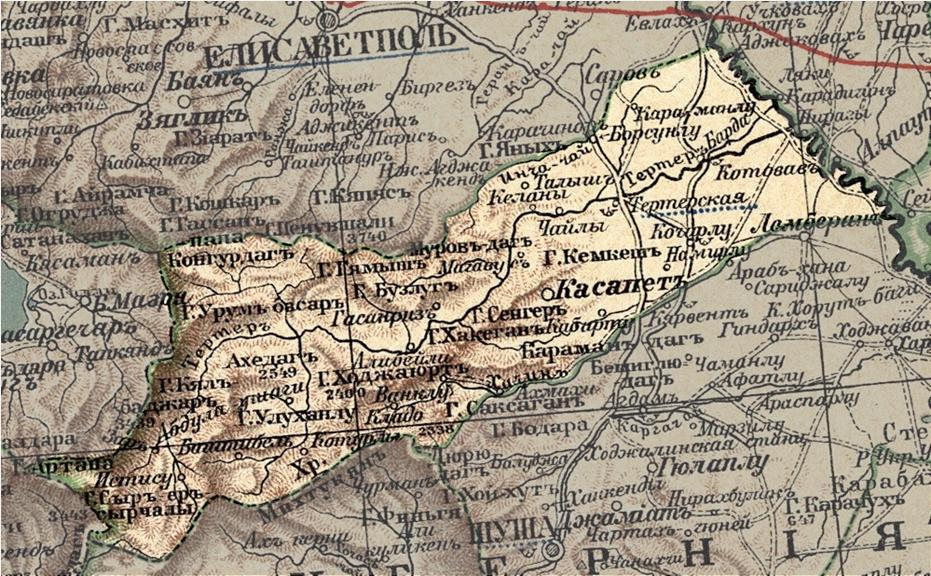
نام لنبران در نقشه‌ای متعلق به سال ۱۹۰۳ میلادی از ناحیه جوانشیر

نام روستا نخستین بار در آثار خاقانی شروانی یاد شده است. برخی از محققان ریشه نام آن را با واژه قدیمی فارسی لمبر یا لمبیر به معنی کناره و دره رودخانه مرتبط می‌دانند.